# Stormen Egon
Stormen Egon også kendt som Nina (Norge) en storm ramte det nordvestlige Europa den. 10. januar 2015. Stormen ramte den nordvestlige del af Jylland kl 11.50 og fortsatte ind over landet. Stormen kom blot dagen efter en anden storm. Storme der rammer kort tid efter hinanden kaldes tvillingestorme, og de er en sjældenhed, da der kun er blevet registreret seks af dem i løbet af 114 år.
Klokken 11.50 den 10. januar 2015 blev der observeret 25 m/s i vindstødene i Torsminde, Jylland. Klokken 19.50 blev der observeret 37,5 m/s i vindstødene i Hanstholm. I Frederikshavn 30 m/s. I Skagen 35 m/s. Hirtshals 25 m/s. De højeste vindstød blev målt til 38,6 m/s om formiddagen. Igen om aftenen blev der mål 38 m/s.
Lørdag den 10. januar 2015 lukkede Storebæltsforbindelsen først på eftermiddagen ned for alt biltrafik, mens togene fortsat kunne køre over broen. Storebæltsbroen åbnede igen omkring kl 04:00 efter omkring 14 timers lukning. Øresundsbroen lukkede lørdag aften for alt tog- og motorvejstrafik. Broen blev genåbnet kl 02:39. På trods af lukningen afslørede overvågningsbilleder at kronprins Frederik krydsede Storbæltsbroen to gange i sin bil, sammen med en følgebil med livvagter, for at komme til Jyske Bank Boxen i Herning, hvor han skulle deltage i en prisuddeling for sportsfolk. Både kronprinsen og PET beklagede efterfølgende episoden, men historien blev alligevel bragt i flere internationale medier.
Gedser-Rostock-færgen blev aflyst hele lørdag, og den var først forventet at den genoptog sejladsen i løbet af søndagen. Lørdag eftermiddag blev Fejø Overfarten og Askø Overfarten blev indstillet.
Bornholmerfærgen mellem Ystad og Rønne blev lørdag aften aflyst, men genoptaget dagen efter.
Stena Line aflyste Stena Saga fra Oslo kl. 18:30, Stena Jutlandica fra Gøteborg kl. 16.00, Stena Danica fra Gøteborg 18.15, Stena Jutlandica fra Frederikshavn kl 20.15. og Stena Saga fra Frederikshavn kl. 09:00 (søndag morgen).
En færge fra Hirtshals mod Bergen måtte vende om, da det ikke var muligt at lægge til i havnen, og sejlede herefter til Stavanger for at komme i havn.
Vandstanden i særligt Limfjorden steg meget voldsomt, da stormen kom fra vest, og pressede store mængder vand ind i fjorden.
142 beboere i Lemvig blev evakueret, da vandstanden i Limfjorden steg til næsten to meter over normal vandstand, og der var vand i gaderne i byen. Da vandstanden var på sit højeste lidt inden middagstid d. 11. januar, var den 195 cm over normal vandstand, hvilket var en såkaldt 100-års hændelse. Den næsthøjeste vandstand der er målt her er 182 cm.
Vandtanden i Skive Fjord steg så voldsomt, at den nåede at niveau som aldrig tidligere var målt. Den tidligere rekord var 176 cm i 2005, men med 182 cm pressede Egon mere vand ind i fjorden en nogensinde før, siden Kystdirektoratet begyndte at måle. Diger på Mors bristede som følge af masserne, og beredskabet forsøgte at lappe de 30-40 meter store hul med sandsække, sten og jord. Vandstanden ved Nykøbing Mors steg til 180 cm over normalniveauet. Ved Hjørring blev to sommerhuse skyllet i havet.
I Roskilde Fjord blev vandstanden målt til mellem 130 og 140 over det normale. Til trods for dette bristede en barriere ved Jyllinge, der var sat op netop for at skærme for oversvømmelserne.
De kraftige vindstød fik en glasfacade på 150 m2 til at kollapse på en helt ny bygning hvor Ingeniørskolen i Aarhus holder til, og Falck måtte rykke ud til nogle tagplader på Rådshustårnet i Aarhus der rev sig også løs. Årsagen til glasfacadens kollaps blev efterfølgende undersøgt, da den meget nye bygning burde kunne klare vindtrykket.
Da stormen begyndte at tage af, tog flere ud for at se skaderne på havneområder langs Limfjorden. Politiet bad dog borgere om at holde sig væk, så beredskabet kunne få plads til at pumpe vand væk.